# Carneoryctes peterseni
Carneoryctes peterseni är en skalbaggsart som beskrevs av S. Endrödi 1967. Carneoryctes peterseni ingår i släktet Carneoryctes och familjen Dynastidae. Inga underarter finns listade.